# إميلي هود ويستاكوت
إميلي هود ويستاكوت (بالإنجليزية: Emily Hood Westacott)‏ مواليد 06 مايو 1910 في بريزبان - الوفاة 09 أكتوبر 1980، كانت لاعبة كرة مضرب أسترالية. كما أنها إحدى بطلات الجراند سلام.

## النهائيات

### الفردي: 2 (الألقاب 1, الوصافة 1)
| النتيجة | السنة | الدورة             | المنافس في النهائي | النتيجة في النهائي |
| الوصافة | 1937  | البطولة الأسترالية | نانسي وين بولتون   | 3–6, 7–5, 4–6      |
| الفوز   | 1939  | البطولة الأسترالية | نيل هوبمان         | 6–1, 6–2           |